# (Won't You Come Home) Bill Bailey

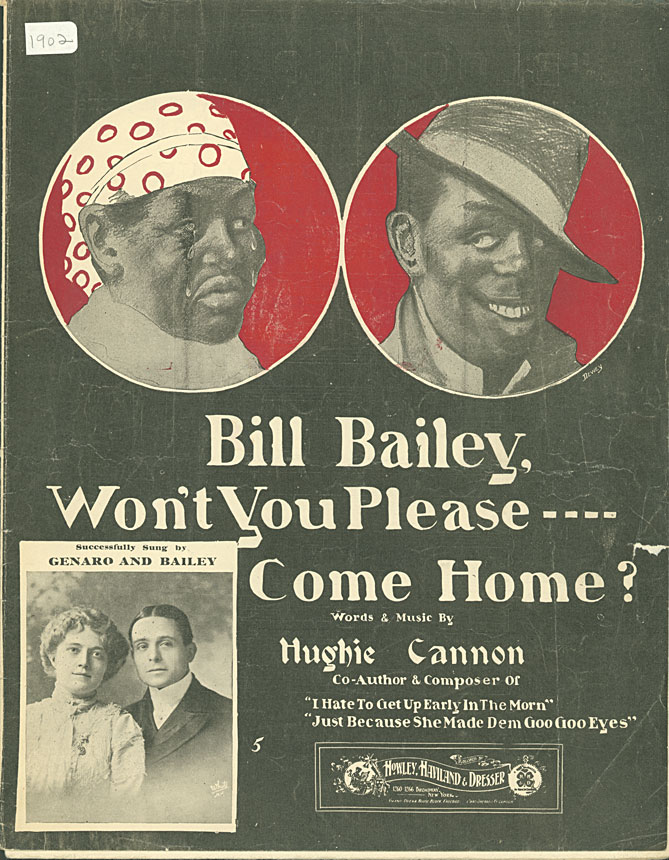
1902년에 나온 악보의 커버

〈(Won't You Come Home) Bill Bailey〉는 1902년에 출판된 곡으로 원제는 〈Bill Bailey, Won't You Please.... Come Home?〉이며, 간단하게 〈Bill Bailey〉라고도 불린다.
작사와 작곡은 미국의 작곡가 겸 피아니스트인 휴이 캐넌이 썼고, 하울리, 하빌랜드와 드레서에서 출판하였다. 여전히 딕시랜드와 전통 재즈가 섞인 노래의 기준이라는 평을 받고 있다. 32마디의 화음의 코러스는 "Over the Waves", "Washington and Lee Swing", Bourbon Street Parade", "My Little Girl", "Tiger Rag", "The Beer Barrel Polka"와 같은 곡에 사용되었다.

## 배경
캐넌은 1902년 미시간주 잭슨에 있는 콘래드 데이드리히의 살롱에서 바 피아니스트로 활동하고 있을 때 이 곡을 작곡하였다. 윌러드 빌 베일리는 단골손님이자 친구였고, 어느 날 밤 캐넌에게 사라(혼전 성 시에그리스트)와의 결혼 소식을 전했다. 캐넌은 "베일리는 그 노래를 아주 좋다고 생각했고, 사라에게 보여주기 위해 악보를 빨리 베껴슨 본을 집으로 가지고 갔다. 사라는 썩 내키지는 않아 하였지만, 별다른 지적은 없었다."고 언급하였다. 캐넌은 이 노래의 모든 권리를 뉴욕의 한 출판사에 팔았고, 35세의 나이에 간경변으로 사망하였다. 이후 윌러드와 사라는 이혼하였다. 윌러드는 1954년 사망하였으며, 사라는 1976년 약 102세의 나이로 사망했다.

## 커버
- 패러디스트인 앨런 셔먼은 1963년 자신의 음반 《My Son, the Celebrity》에 〈Won't You Come Home Disraeli?〉라는 이름으로 패러디하였다.

- 미국의 애니메이션 젯슨 가족에서 1963년 2월 3일 방영된 에피소드 "Miss Solar System"에서는 제인 벨츠가 "Won'y You Fly Home Bill Spacely"를 패러디하였다. 해나 바베라 (카툰 네트워크 스튜디오와 함께)는 죠니 브라보에서 이 곡을 더 자주 사용한다.
- 미국의 애니메이션 심슨 가족의 에피소드 "Whaking Day"에서 에이브러햄 심슨이 "빌 베일리" 대신 나온 "프란츠 브라우더"가 아돌프 히틀러에게 이 노래를 부르는 나치 독일의 여성 카뱌레 가수 포즈를 취하고 있다.
- 1980년 개구쟁이 스머프의 음반 《Smurfing Sing Song》에서는 〈Smurf Baby〉라는 이름으로 패러디되었다. 코러스에서는 빌 베일리라는 이름 대신 스머프 베이비라는 이름이 사용됐다.
- 샌들러 앤 영은 빌 베일리가 영국, 프랑스, 스위스, 내슈빌, 이탈리아 오페라, 이스라엘(유대인 조크)와 미국으로 클라이맥스를 짓는 20분짜리 메들리를 녹음하였다.
- 캐피털 스텝스는 2000년 민주당 대통령 예비선거에서 "Won't You Go Home Bill Bradley"라는 이름으로 패러디하였다.